# كيرك هدسون
كيرك هدسون (بالإنجليزية: Kirk Hudson)‏ (12 ديسمبر 1986 في المملكة المتحدة - ) هو لاعب كرة قدم بريطاني في مركز الهجوم. لعب مع نادي برينتفورد ونادي بورنموث ونادي سلتيك وكانفي آيلاند وThurrock F.C. ‏ وAshford Town (Middlesex) F.C. ‏ وإيه أف سي ويمبلدون ونادي ألدرشوت تاون.

## وصلات خارجية
- كيرك هدسون على موقع قاعدة بيانات كرة القدم.إي يو (الإنجليزية)
- كيرك هدسون على موقع Soccerbase.com (لاعب) (الإنجليزية)